# Lycoperdina crassicornis
Lycoperdina crassicornis es una especie de coleóptero de la familia Endomychidae.

## Distribución geográfica
Habita en Hungría.